# Grille informatique
Pour les articles homonymes, voir Grille.

Total de la puissance de calcul des 500 meilleurs supercalculateurs mondiaux de 1993 à 2008. Source : TOP500.

Une grille informatique (en anglais, grid) est une infrastructure virtuelle constituée d'un ensemble de ressources informatiques potentiellement partagées, distribuées, hétérogènes, délocalisées et autonomes.
Une grille est en effet une infrastructure, c'est-à-dire des équipements techniques d'ordres matériel et logiciel. Cette infrastructure est qualifiée de virtuelle car les relations entre les entités qui la composent n'existent pas sur le plan matériel mais d'un point de vue logique.
Une grille garantit des qualités de service non triviales, c'est-à-dire qu'elle se distingue des autres infrastructures dans son aptitude à répondre adéquatement à des exigences (accessibilité, disponibilité, fiabilité…) compte tenu de la puissance de calcul ou de stockage qu'elle peut fournir.
Une grille se compose de ressources informatiques : tout élément qui permet l'exécution d'une tâche ou le stockage d'une donnée numérique. Cette définition inclut bien sûr les ordinateurs personnels, mais également les téléphones mobiles, les calculatrices et tout objet qui comprend un composant informatique.
- Grappe de serveurs (cluster) : ensemble de machines homogènes[2] et localisées, organisées en grappe.
- Grille : ensemble de ressources hétérogènes et dé-localisées (ordinateurs, serveurs, clusters…).

## Propriétés d'une grille
Ces ressources sont potentiellement qualifiées de :
- Partagées : elles sont mises à la disposition des différents consommateurs de la grille et éventuellement pour différents usages applicatifs ;
- Distribuées : elles sont situées dans des lieux géographiques différents ;
- Hétérogènes : elles sont toutes de nature différente par exemple par le système d'exploitation ou le système de gestion des fichiers ;
- Coordonnées : les ressources sont organisées, connectées et gérées en fonction de besoins (objectifs) et contraintes (environnements). Ces dispositions sont souvent assurées par un ou plusieurs agents, qu'ils soient centralisés ou répartis ;
- Non-contrôlées (ou autonomes) : les ressources ne sont pas contrôlées par une unité commune. Contrairement à un cluster, les ressources sont hors de la portée d'un moniteur de contrôle ;
- Délocalisées : les ressources peuvent appartenir à plusieurs sites, organisations, réseaux et se situer en différents lieux.

« Le grid » est aussi une aspiration à utiliser des protocoles standards afin de pouvoir politiser les partages de ressources entre groupements autonomes d'individus et/ou d'institutions alors qualifiés d'organisations virtuelles (VO — virtual organizations). « Le grid » est aux grids, ce que « l'internet » est aux internets, c'est-à-dire aux inter-réseaux : une généralisation de cette technologie.

## Grille de calcul
Une grille de calcul permet de faire du calcul distribué : elle exploite la puissance de calcul (processeurs, mémoires…) de milliers d'ordinateurs afin de donner l'illusion d'un ordinateur virtuel très puissant. Ce modèle permet de résoudre d'importants problèmes de calcul nécessitant des temps d'exécution très longs en environnement « classique ».
L'expression grille de calcul est parfois employée alors que d'autres termes conviennent mieux.
Il est utile de distinguer les concepts suivants :
- calculateur ou super-calculateur : unité informatique (machine) dédiée au calcul, dont la puissance est notamment caractérisée par l'adjonction de plusieurs processeurs ;
- réseau : association physique ou logique d'unités informatiques qui collaborent (par exemple : elles partagent des données), qui évoluent de manière indépendante sur le plan fonctionnel et qui dépendent d'une unité centrale de contrôle (domaine) sur le plan administratif[3] ;
- cluster : regroupement d'unités informatiques qui coopèrent (la finalité est commune) et forment une seule unité informatique virtuelle sur les plans fonctionnel et administratif ;
- grille : agrégat de réseaux autonomes (l'autonomie s'exprime au niveau de chaque réseau) et hétérogènes (l'hétérogénéité se manifeste aussi bien au sein d'un réseau qu'entre deux réseaux) d'unités informatiques ou apparentées.

Une grille de calcul intègre un intergiciel (terme anglais : middleware) : littéralement « élément du milieu », l'ensemble des couches réseaux et services logiciels qui permettent le dialogue entre les différents composants d'une application répartie. L'intergiciel masque la complexité des échanges inter-applications.

## Desktop Grid
Le desktop grid est une forme de grille informatique. Il s'agit d'exploiter pleinement l'ensemble des ressources inutilisées de PC tout à fait classique. Les unités de traitement — CPU ou processeurs — sont généralement exploitées à moins de 10 % de leurs capacités réelles.

## Applications de grille informatique
Deux exemples d'application de grille informatique :
- neuGRID, un projet du septième programme-cadre qui prévoit le développement d’une infrastructure pour l'étude des maladies neurodégénératives ;
- SETI@home voué à l'identification de signe d'intelligence extraterrestre.

## Divers
Grille informatique est la traduction de l'expression anglaise grid computing, laquelle est fréquemment utilisée en français.
Certains logiciels, comme Oracle 10g, incluent des fonctions de grille de calcul, le g signifiant « grid ».

## Origine
Le terme anglais grid désigne un système distribué d'électricité. Initialement, le concept de grille partait du principe d'un tel système : les ressources d'un ordinateur (processeur, mémoire, espace disque) étaient mises à la disposition d'un utilisateur aussi facilement que l'on branche un appareil électrique à une prise électrique.
Le concept est né d'une constatation très simple : les nombreux cycles de processeurs inutilisés des ordinateurs peuvent être cédés, échangés ou prêtés en vue de les récupérer lors d'un besoin intensif de ressources. Très vite, l'idée s'est étendue pour toutes les autres ressources informatiques, aussi bien matérielles que logicielles.